# Уэлч, Чарльз Генри
 Чарльз Генри Уэлч (англ. Charles Henry Welch) (1880, Лондон — 1967) — христианский теолог-диспенсационалист, писатель и проповедник.
В течение своей жизни он написал свыше 60 книг, буклетов и брошюр, сделал более чем 500 аудиозаписей. Его наиболее значительные работы: 56 подшивных томов журнала по исследованию Библии «Berean Expositor» (Верийский Исследователь — название взято из библейской книги «Деяния святых апостолов», гл.17, ст. 10 — 11), редактором которого Чарльз Уэлч был с 1906 года вплоть до своей смерти в 1967 году, а также 10 томов «Alphabetical Analysis» (Алфавитный Анализ — сборник толкований библейских понятий, вопросов, трудных мест и книг Писания, расположенных в алфавитном порядке). Также он в своих лекциях обучал диспенсационному подходу к изучению Библии (то есть правильному разделению Слова Истины в соответствии с местом Писания: 2 Тим., 2:15 — с точки зрения различных диспенсаций или домоуправлений Божиих) и объехал с этими лекциями всю Великобританию, Голландию, Францию, Канаду и США.
Уэлч провозглашал, что место Писания: Деяния святых апостолов, гл. 28, ст. 28 является диспенсационной границей, и это, как он считал, «имеет, действительно, важнейшее диспенсационное значение для верующих сегодня». Он верил, что диспенсационные истины периода Деяний Апостолов (29 — 62 годы н. э..), значительно отличаются от диспенсационных истин, записанных после периода Деяний Апостолов (см. ниже Встреча с доктором Буллингером).

## Ранние годы
Ч. Уэлч родился в Лондоне, Англия, 25 апреля 1880 года. По окончании школы в 14 лет он стал работать в сфере торговли кожаными изделиями, в деле своего отца. Уэлч оставался в этом бизнесе до 1904 года, до 24 лет.
Кроме того его ранние годы жизни прошли под влиянием изучения искусства в Bermondsey Settlement.
С ноября 1900 года, он стал христианином, прослушав выступление доктора L. W. Munhall, под названием «Скептики и Библия». Уэлч был поражён тем, что внимательно «слушал человека, который, совершенно очевидно, был в здравом уме и образован и, в то же время, действительно убеждён в истинности Священного Писания!»

## Колледж Библейского обучения (Bible Training College)
После обращения в христианство молодой Уэлч активно посещал церковь и различные христианские собрания и лекции. Во время обучения на одном из курсов, он получил награду за написание брошюры «Образный язык Писания». Затем Уэлчу был предложен пост заместителя генерального секретаря в Колледже Библейского Обучения в Лондоне. Во время работы в колледже он углубленно изучал древнегреческий и древнееврейский языки, одновременно преподавая древнегреческий в начальных классах школы. Именно в это время Уэлч приступил к разработке своего диспенсационного подхода к изучению Библии.
По мере возрастания в познании Библии Уэлч стал не соглашаться с традиционной концепцией обучения в Колледже, что практика церкви основана на Нагорной проповеди (содержащейся в Евангелии от Матфея, гл. гл. 5 — 7) и первой и второй главах книги Деяний Апостолов. Из-за этого конфликта Уэлч ушёл в отставку в 1907 году и начал собираться с небольшой группой для изучения Библии. Именно тогда он создал журнал «Berean Expositor».

## Встреча с докторомЭ. Буллингером
После своей отставки из Колледжа Библейского Обучения в 1908 году Уэлч прочитал статью в журнале доктора Буллингера «Грядущее», в которой, по его мнению, содержалось противоречие, а именно: если Израиль был временно отстранён в планах Бога в Деяниях 28:24 — 28 (приблизительно 62 г. н. э.), тогда это изменение должно отражаться в различиях между посланиями Апостола Павла, написанными до и после этого события.
Уэлч написал Буллингеру и вскоре встретился с ним, чтобы обсудить, как расположены 14 посланий Павла относительно диспенсационной границы, представленной в книге Деяния святых апостолов, 28:28. Несмотря на то, что Буллингер ранее много писал о том, что отношения Бога с Израилем временно прекращены в Деяниях 28:28, все же он продолжал писать о посланиях Нового Завета не учитывая тот факт, что некоторые из них были написаны до Деяний, 28, а некоторые после.
Во время их встречи Уэлч предложил эту идею человеку, к которому испытывал огромное уважение. Потом он писал, что после размышления над его предположением, доктор Буллингер заявил: «это перечёркивает половину книг, которые я написал. Но нам нужна истина, а истина заключается в том, что вы сказали.» Д-р Буллингер согласился, что двадцать восьмая глава книги Деяния действительно имеет важнейшее значение для толкования Нового Завета. Затем они вместе «обсудили как могут располагаться послания апостола Павла относительно этой диспенсационной границы». И это расположение было следующим:
| Послания, написанные до Деяний 28 | Послания, написанные после Деяний 28 |
| --------------------------------- | ------------------------------------ |
| Галатам                           | Ефесянам                             |
| 1-е Фессалоникийцам               | Филлипийцам.                         |
| 2-е Фессалоникийцам               | Колосянам                            |
| Евреям                            | Филимону                             |
| 1-е Коринфянам                    | 1-е Тимофею                          |
| 2-е Коринфянам                    | Титу                                 |
| Римлянам                          | 2-е Тимофею                          |

Хотя д-р Буллингер умер через четыре с половиной года после этой встречи, его последняя книга под названием: «Основы диспенсационной истины» показывает, что в конце своего пути он стал понимать и признавать разделение посланий Павла на написанные до и после диспенсационной границы Деяний 28:28.

## После встречи
Поскольку д-р Буллингер был занят написанием Companion Bible. у него не хватало времени, чтобы заниматься изданием своего журнала «Грядущее». Поэтому он попросил Уэлча взять на себя обязанности редактора. Первая статья Уэлча называлась «Единство духа (Еф. 4:3) что это такое?». Он продолжал писать статьи по исследованию Библии с точки зрения диспенсаций в этом журнале до тех пор, пока журнал не прекратил публиковаться в 1915 году.
Companion Bible не была закончена д-ром Буллингером из-за его смерти, но несмотря на это она была полностью опубликована в 1922 году. Одним из приложений, написанных к Companion Bible было исследование Уэлча под названием «Восемь Притч о Царствии Небесном в Мф.13», приложение № 145. Хотя Уэлч написал более 24 статей, на тему диспенсационной границы Дн.28:28 в качестве приложений к Companion Bible, опубликована была только эта единственная статья. Недоумевая, Уэлч написал в Комитет по завершению Companion Bible, требуя объяснений. Ему ответили: «мы не можем знать, что написал бы д-р Буллингер, но можем знать и принять только то, что он уже написал, несмотря на то, что его последняя книга „Основы диспенсационной истины“ доказывает, что Буллингер был полностью согласен с тем, что Дн.28:28 является диспенсационной границей и что необходимо разделять послания Павла».
В 1943 году Уэлч принял Часовню Святого Вильсона в Лондоне в качестве его здания для собраний, и переименовал её в Церковь Открытой Библии. Чтобы сохранить работы и исследования Уэлча, были созданы Верийское издательство и Верийское движение.

## Работы Ч. Уэлча
- Apostle of the Reconciliation (1923)
- Testimony of the Lord’s Prisoner (1931) ISBN 0-85156-053-9
- Just and the Justifier (1948)
- Праведный и Оправдывающий(перевод толкования послания Римлянам)
- Life Through His Name (1953)
- ‘Dispensational Truth: Or, The Place of Israel and the Church in the Purpose of the Ages’ (1959) ISBN 978-0-85156-082-3
- Награда вышнего призвания(перевод толкования послания Филиппийцам)
- Толкование книги Откровение (Апокалипсис)(перевод)
- Книга Иова и замысел веков(перевод толкования книги Иова)
- Молитва. Основы христианской практики. (перевод из An Alphabetical Analysis)
- Божественность Христа. (перевод)
- Вера. Говорит Богу: «Аминь». (перевод из An Alphabetical Analysis)
- Тайна благочестия. (перевод из An Alphabetical Analysis)
- Посмертно опубликованные, после смерти Чарльза Уэлча 11 ноября, 1967
  - In Heavenly Places: An Exposition of the Epistle to the Ephesians (1968)
  - United Yet Divided (1976) ISBN 978-0-85156-057-1
  - The Berean Expositor, volumes 1-56
  - From Pentecost to Prison, or The Acts of the Apostles, (1996)
  - Perfection or Perdition: An Exposition of the Book of Hebrews (1970)
  - Совершенство или погибель(перевод толкования послания Евреям)
  - Form of Sound Words, (1997) ISBN 978-0-85156-174-5
  - Журнал Уэлча «Berean Expositor» продолжает публиковать его работы.[15]